# منصور ارضی
منصور ارضی‌فر (زادهٔ ۱ اردیبهشت ۱۳۳۲ در تهران) مداح ایرانی است. منصور ارضی‌فر، مداح حسینیه و مسجد ارگ تهران است.

## اظهارات سیاسی
انتقادهای سیاسی صریح از منصور ارضی از اواخر دولت دوم هاشمی رفسنجانی آغاز شد. دو طیف همیشه مورد انتقاد منصور ارضی بوده‌اند. کارگزاران به‌طور تلویحی و افراد شاخص طیف دوم خرداد که گاهی به‌طور مستقیم مورد انتقاد قرار می‌گرفتند. در موارد متعددی انتقادات و اعلام موضع‌های ارضی از محدوده و فضای مجلس بیرون آمده و به رسانه‌ها کشیده شده‌است. انتقادات و اعتراضات ارضی به شخصیت‌های سیاسی_اجتماعی مهمی چون هاشمی رفسنجانی، سید محمد خاتمی، عطاءالله مهاجرانی، هاشم آغاجری، عماد افروغ و محمدباقر قالیباف. از پرحاشیه‌ترین فعالیت‌های اعتراضی او است.
در اواخر دهه ۸۰، انتقادها به جریان اصول‌گرا نیز کشیده شد. یک بار در پی انتقاد ناصر مکارم شیرازی به نحوه فعالیت مداحان در کشور، این مرجع تقلید را با نام کوچک خطاب قرار داده و به آهن صریحی علمای مذهبی را تهدید کرد که «اگر اعتراضات ادامه یابد، به مداحان می‌گویم که دیگر نخوانند.» که البته ماجرا با عذرخواهی رسمی وی از مکارم و دست‌بوسی او خاتمه یافت. مورد دیگر انتقادات شدید وی به محمدباقر قالیباف در مراسم روز عرفه حسینیه صنف فروشندگان پوشاک تهران در آذر ۱۳۸۶ مربوط می‌شود که با توجه به تعلق قالیباف به جریان اصول‌گرایی، حضور او در جبهه‌های جنگ و ارتباط نزدیک با سیدعلی خامنه‌ای رهبر ایران بسیار مورد توجه قرار گرفت. او خطاب به قالیباف گفته بود: «در عین حال که عمر بن سعد را لعن می‌کنیم باید ابن سعدهای زمان را نیز بشناسیم. آن ملعون در مقابل فرمایش حضرت ابا عبدالله الحسین که در قبال کشتن من به گندم ری هم نمی‌رسی با تمسخر گفت که اگر به گندمش نمی‌رسم به جوی طویله‌های آن که می‌رسم. برخی از ابن سعدهای زمان ما هم همین گونه‌اند و هر طوری‌که شده قصد دارند گوشه‌ای را اشغال کنند و حالا اگر به گندم ریاست جمهوری نرسیده‌اند، جوی فلان سازمان و شهرداری و مدیرکلی هم برایشان کافی است!» البته او در همین مراسم در اعتراض به صدا و سیما نیز گفت: «می‌بینید، رادیو و تلویزیون … الان یکی از فسادها و ناهنجاری‌ها و فحشا و منکرات شده، هیئت‌ها و خواننده‌های هیئت‌ها… که می‌بینید دیگه… هر آخوندی رو می‌یارن، مجری نامرد هم نشسته، میگه … اونم پشته تلویزیون، میگه حالا بزار یه چیزی بگیم دیگه، بله شما درست میگین، این طوریه، نباید این‌طوری بشه، باید اون طوری بشه.» پس از این اظهارات بود که او ۲ سال از مداحی در مجالس روضه حسینیه امام خمینی محروم شد.
نوع انتقادات سیاسی ارضی که مخالفان آن را «ناسزا» توصیف کرده‌اند مورد اعتراض فراوان قرار گرفته‌است؛ از جمله در ماجرای هاشم آقاجری که او را «حرام‌زاده» نامید یا انتقاد برخی نمایندگان تبریز در مجلس به دولت محمود احمدی‌نژاد را ناشی از خوردن «لقمهٔ حرام» خواند. یا در شهریور ۱۳۸۸ در مراسم شب قدر (۱۹ رمضان) مسجد ارگ در واکنش به حوادث پس از انتخابات ریاست‌جمهوری مدعی شد: «۱۰۰ نفر دختر و پسر را به استخری از مشروب برده‌اند و پس زنا و مصرف مواد مخدر به میان جمعیت آمده‌اند و زده‌اند و کشته‌اند.» او در همین مراسم از حاضران خواسته بود تا برای پایان یافتن حوادث اخیر، مرگ عاملان اصلی جریانات مخالف را از خدا بخواهند. در مرداد ۱۳۸۹ در مسجد ارگ مدعی شد که محمدعلی ابطحی در حال زنا دستگیر شده و اعترافات او هم به همین دلیل بوده‌است. این اظهارات ارضی با انتقاد برخی از طرفداران او نیز روبرو شد.
در مقابل، جریان «نوسازی معنوی حزب‌الله» که ارضی خود از پایه‌گذاران آن است از انتقادهای وی حمایت کرده‌است. از جمله در جریان تاسوعای سال ۱۳۸۵ و انتقاد تند ارضی به هاشمی رفسنجانی، این جمعیت در بیانیه‌ای از منصور ارضی دفاع کرد.
ناصر نقویان از سخنرانان سابق مراسم دهه اول محرم در بیت رهبری، خاطره ای روایت کرد از انتقاد شدید سیدعلی خامنه‌ای نسبت به منصور ارضی به دلیل مطالبی که بالای منبر علیه هاشمی رفسنجانی می‌گفته‌است.

## مشایی و ارضی
ارضی در سال ۱۳۸۹ در مراسم زیارت عاشورای حسینیه صنف لباس فروش‌ها اسفندیار رحیم مشایی را با سلمان رشدی مقایسه کرد: «این آقایی که ادعای آسمانی بودن دارد از سلمان رشدی هم بدتر است.» که این اظهارات حتی به زمینه‌سازی برای ترور مشایی (با توجه به واجب بودن قتل سلمان رشدی از نظر پیروان خمینی) تعبیر شد.
ارضی در شب نوزدهم ماه رمضان سال ۱۳۹۰، برای اعدام مردمی مشایی جایزه تعیین می‌کند. این ادعای ارضی در سطح بین‌الملل خصوصاً در رسانه‌ها بازتاب منفی علیه نظام به دنبال می‌آورد؛ تا جایی که خسرو معتضد طی یادداشتی در روزنامه قدس که سایت روزنامه منتشر کرده بود از حاج منصور ارضی می‌خواهد به مداحی برسد و در کارهای غیر تخصصی اش دخالت نکند. معتضد خطاب به منصور ارضی گفت: «به کار مداحی برس». البته برخی افراد و چهره‌های اصولگرایی برای تنها نماندن ارضی بنوعی از وی دفاع می‌کنند. روح‌الله بجانی مسئول انصار حزب‌الله تبریز طی سخنرانی در راهپیمایی روز قدس در تبریز می‌گوید:
«عده‌ای می‌گویند حاج منصور ارضی برود سراغ مداحی اش، او حق ندارد مقابل مشایی حرف بزند. من در تعجبم از این عده که چرا حماسه مداحان را در به وجود آمدن انقلاب و حراست از آن فراموش کرده‌اند. مداحان اقتدایشان به زینب کبری‌است و روشنگری مهم‌ترین اصل برای یک مداح بسیجی و ولایتمدار است! اگر مسئولین امنیتی دوست ندارند امثال حاج منصورها با این شیوه عمل کنند باید به موقع به تکلیف خود عمل کنند تا امر به معروف و نهی از منکر که یک واجب کفایی‌است از گردن امثال حاج منصورها که به شیوه‌ای عمل می‌کنند که آقایان خوششان نمی‌آید، رفع شود. والا کسانی که به وظیفه خود عمل نمی‌کنند حق ندارند برای آمرین به معروف و شیوه‌هایشان تعیین تکلیف کنند.»
سعید حدادیان، دیگر مداح مذهبی نیز در یکی از مجالس خود اظهاراتی به احمدی‌نژاد داشت. برخی پخش این سخنرانی‌ها هشت ماه بعد و در آستانه خانه‌نشینی ۱۱ روزه رئیس‌جمهور را مشکوک و سیاسی دانستند.
دولت در این ماجرا بر اساس ماده ۶۶۹ قانون مجازات اسلامی به اتهام توهین و افتراء و تحریک به قتل رئیس دفتر رئیس‌جمهور از ارضی شکایت کرد، که در نهایت به تبرئه منصور ارضی از سوی قوهٔ قضائیه ختم شد.